# کاناناسکیس ریور
کاناناسکیس ریور (به انگلیسی: Kananaskis River) رودخانه‌ای است که در کانادا جریان دارد.